# SIDSPACE
SIDSPACEはラテン語で奪格をとる代表的な前置詞（sub, in, dē, sine, prō, ab, cum, ex）の頭文字をとった暗記用の符丁である。ほかに奪格をとる前置詞は absque, coram, palam, tenus, prae, subter, super などがある。どのラテン語の 前置詞がアブレーションケースを使用するかを記憶するために使用されるニーモニック。  
 

SIDSPACEはsub（中）、in（at）、de（about）、sine（without）、pro（before）、ab（after）、cum（with）、ex（from）の前置詞を表す。   これらの言葉のすべてがすべての文脈でアブレーションの場合をとるわけではないが、それらのすべては時々それをとる。 たとえば、「in」は、「彼はイタリアにいます」のように、位置を表すときはアブレイティブなケースを取るが、「彼はイタリアに行った」などの動きを表すときは、 非難的なケースを取る。 
 ニーモニックは、韻に含まれるあまり一般的ではない前置詞の一部を省略。 
A, ab, absque, coram, de,
palam, clam, cum, ex or e,
sine, tenus, pro and prae.
Sub, subter, super, in beside
when state not motion is implied.
2番目のバージョンは次のとおり。 
A, ab, absque, coram, de,
palam, clam, cum, ex or e,
sine, tenus, pro and prae
Govern the ablative every day.
To these, if rest at is intended,
In, sub, super, must be appended.
{ サブは下を 、 スーパーは上を意味します 。 ） 
3番目のバージョンは次のとおり。 
A, ab, absque, coram, de,
Palam, clam, cum, ex and e,
Sine, tenus, pro and prae
Plus super, subter, sub and in
When rest not motion 'tis you mean.